# Shingo Matsumoto
Shingo Matsumoto (jap. 松本慎吾 Matsumoto Shingo; ur. 3 marca 1978) – japoński zapaśnik w stylu klasycznym. Dwukrotny olimpijczyk. Siódmy w Atenach 2004 i piętnasty w Pekinie 2008 w kategorii 84 kg.
Sześciokrotny uczestnik mistrzostw świata, ósmy w 2005. Złoto na igrzyskach azjatyckich w 2002 i brąz w 2006.
Triumfator igrzysk Wschodniej Azji w 2001. Najlepszy na mistrzostwach Azji w 2008 i srebro w 2001 i 2005 roku.